# 高塚竹堂
髙塚 竹堂（たかつか ちくどう、本名・髙塚 錠二（たかつか ていじ）、1889年5月23日 - 1968年3月30日）は、日本の書家。竹堂または笹舟と号し、特に仮名書の大家。書斎は笹舟書院という。

## 略歴
- 1889年（明治22年） - 5月23日に静岡県有渡郡不二見村船越（現・静岡市清水区船越町）で不二見村の村長髙塚仁右衛門（髙塚家7代目ー現在は11代目）の二男として生まれる。静岡県立静岡中学校（現・静岡高等学校）[3]に学び、同級生では、のちに作家となる村松梢風等[注釈 1]と共に多感な時代を過ごした。鉄舟寺に参弾し、間宮老師の知遇を得て、この人々との交諠は終生変わることがなかった。書は小野鵞堂に学び（かな書）、近藤雪竹に益（漢字書）を受けた。
- 1911年（明治44年）（21歳） - 静岡県安倍郡教育会正教員養成所に学ぶ。
- 1912年（大正元年）（22歳）‐文部省師範学校中学校高等女学校教員検定試験教育科に合格
- 1915年（大正4年）（25歳） - 文部省教員検定試験習字科に合格し、当地の不二見村の不二見北尋常高等小学校（現・静岡市立清水不二見小学校）の教員となる。
- 1916年（大正5年）（26歳） - 福岡県立嘉穂中学校（現・嘉穂高等学校）教員になる。
- 1918年（大正7年）（28歳） - 上京して、東洋生命保険会社（現・朝日生命保険相互会社）へ入社し、この頃より平安朝仮名の研究を志し、古筆系統表の完成に専念し、同時に書作家活動に入る。報知新聞社全国展の仮名部最高賞。
- 1919年（大正8年）（29歳） - 大東墨書展の仮名部最高賞。
- 1920年（大正9年）（30歳） - 静岡市栄町の加藤政子と結婚。その後三男、四女をもうける。
- 1922年（大正11年）（32歳） - 平和記念東京博覧会に於いて仮名部最高賞。
- 1924年（大正13年）（34歳） - 宮内省委嘱により平城宮跡保存記念碑を揮毫する。
- 1925年（大正14年）（35歳） - 大東文化学院（現・大東文化大学）の講師となる。
- 1928年（昭和3年）（38歳） - 戊辰書道会、泰東書道院を結成し、同志と共に、東方書道会を創立。
- 1932年（昭和7年）（42歳） - 東方書道会の理事や審査員として、中央書壇にて活躍。
- 1933年（昭和8年）（43歳） - 文部省嘱託の国定教科書「乙種 小学書方手本」、中等学校習字教科書を揮毫する。
- 1937年（昭和12年）（47歳） - 台湾総督府より、公学校、国民学校教科書「書方手本」を揮毫。日本の文部省選定教科書「女子新習字帖」を揮毫する。
- 1939年（昭和14年）（49歳） - 東京日本語学校委嘱により、諸外国人に書道を教授する。
- 1940年（昭和15年）（50歳） - 内閣の委嘱により、「紀元二千六百年」にあたることから、全国十九か所の「神武天皇聖蹟碑」を揮毫。
- 1941年（昭和16年）（51歳） - 大蔵省造幣局の委嘱により、一銭、五銭、十銭のアルミ貨幣の揮毫。
- 1943年（昭和18年）（53歳） - 書道報国会事務局長等で活躍。
- 1945年（昭和20年）（55歳） - 太平洋戦争が激しくなり、東京空襲を避け富士山麓の静岡県御殿場市神山に疎開中、品川区中延の邸宅と貴重な書物、静岡市清水の船越に預けてあった書物も同様焼失し、政子夫人と四女を伴い神山での田園生活に入り、終戦。
- 1947年（昭和22年）（57歳） - 米軍総司令部（GHQ）より、米国陸軍の日本語学校教官に任命される。12月に帰京し、品川区旗の台の湯山春峰堂（江戸表具の老舗）に、東京に残った長男、次男を加えた一家八人が仮偶。
- 1948年（昭和23年）（58歳） - 日展入選（作品名 高崎正風の歌）。
- 1949年（昭和24年）（59歳） - 門人知己の協力により、品川区上大崎に新居完成、笹舟書院にて門人育成に精進。山本芳翠らと共に書道同文会を創設し、理事や全国書作家連盟副会長になる。日展審査員 日展入選（作品名 蛙）。
- 1950年（昭和25年）（60歳） - 日展審査員 日展入選（作品名 菊の花）。
- 1951年（昭和26年）（61歳） - 日本書道連盟設立し理事、東京都美術館参与 日展入選（作品名 菊）。
- 1952年（昭和27年）（62歳） - 日展入選（作品名 きく）。
- 1953年（昭和28年）（63歳） - 東京学芸大学書道科の教授となる。日展審査員 日展入選（作品名 奥の細道）。
- 1954年（昭和29年）（64歳） - 日展入選（作品名 秋晴）。
- 1955年（昭和30年）（65歳） - 日展入選（作品名 きく）。
- 1956年（昭和31年）（66歳） - 日展入選（作品名 思ふどち）。
- 1957年（昭和32年）（67歳） - 日展入選（作品名 水くきのあと）。
- 1958年（昭和33年）（68歳） - 日展の評議員となる。日展入選（作品名 虚心）。その間、米軍将校への書道指導、英文による「漢字ブック」の文字揮毫を完成させ、その書は正しく美しい日本文学の基本として、世界的に認められる。
- 1959年（昭和34年）（69歳） - 日展評議員 日展入選（作品名　雪間の草）。
- 1960年（昭和35年）（70歳） - 日展評議員 日展審査員 日展入選（作品名 水）。
- 1961年（昭和36年）（71歳） - 日展評議員 日展入選（作品名 菊）。
- 1962年（昭和37年）（72歳） - 宮中に於ける新年歌会始め御題「土」を謹書し、NHKとTBSより、テレビで初めて全国放送され、映像は現在、両テレビ局に存在する。日本書道会を創設、副理事長に。日展評議員 日展入選（作品名 清輔朝臣の歌）文部省検定済教科書「高校書道Ⅰ」（高教出版）を揮毫
- 1963年（昭和38年）（73歳） - 日展評議員
- 1964年（昭和39年）（74歳） - 書道同文会の会長（二代）となる。日展評議員。
- 1965年（昭和40年）（75歳） - 郷里静岡市清水区村松の 鉄舟寺境内に門人知己により喜寿記念胸像を建立し、台面に自作の句を「椿落つ禅堂の灯はゆらがずに」を刻む。日展評議員。
- 1966年（昭和41年）（76歳） - 日展評議員。
- 1967年（昭和42年）（77歳） - 東大病院に入院中、勲四等旭日小綬章を受章する。日展評議員。
- 1968年（昭和43年）（78歳） - 3月30日に従五位勲四等旭日章を叙される。同日自邸にて逝去。4月5日に青山斎場にて告別式が行われた。墓所は小平霊園で政子夫人と並んで「和」の墓に永眠。
- 1981年（昭和56年） - 高塚竹堂回顧展が東京小田急新宿店にて、書道同文会・ささ舟会の主催で開催され回顧展図録が発行された。
- 1983年（昭和58年） - 静岡新聞社（駿府博物館）に次男の節と門弟により、遺作10点が寄贈された。
- 2019年（平成31年） - 高塚竹堂遺作展（3月14日～3月30日）が清水区船越生涯学習交流館で開催された。
- 2021年（令和3年） - 静岡新聞社（駿府博物館）より駿府博物館50周年・所蔵名品図録が発行され遺族より寄贈されていた遺作10点中、5点が図録された。
- 2022年（令和4年)  - 駿府博物館・郷土の画人～静岡　美の潮流展にて駿府博物館50周年・所蔵名品図録に掲載された作品5点中、2点が展示された。
- 2024年（令和6年） - 高塚竹堂遺作展Ⅱ＋江戸幕末三舟（海舟・鉄舟・泥舟）書展（4月9日～4月30日）が清水区船越生涯学習交流館で開催された。

## エピソード
- 笹舟書院に於ける数十年の間に「書き方辞典」をはじめ書道基本書の制作を続け「書体辞典漢字」「書体辞典かな」「詠進歌と百人一首」「美しいかなの書き方」「竹堂かな帖」「書道三体字典」「かな手本」「変体仮名帖」「三体千字文」「小倉百人一首」等が野ばら社より「学書教本」「周魚集」は玉川堂にて出版されている。
- 戦後の四大婦人雑誌の『婦人倶楽部』『婦人生活』の題字を揮毫した。
- 筆では、竹堂清玩（文林堂）、竹堂清賞（玉川堂）、竹堂先生賞玩（温恭堂）、竹堂先生用筆・竹堂清玩（直勝筆）等が製作されている。
- 当地静岡市清水区では、船越の竹堂の生家に書は勿論、竹堂から船越へ送られた、多数のハガキや手紙等や、伊勢神明宮、玉泉寺、春日神社、世界文化遺産の三保松原にある「羽衣の碑」は1952年（昭和27年）、当時の山本清水市長の依頼で台座の書は竹堂が、彫刻は竹堂の友人でこの碑の設計を担当した彫刻家の朝倉文夫の娘の現代彫刻家で有名な朝倉響子が製作した。また、伊豆市吉奈温泉東府屋旅館等にも多数、書き残されている。
- 名物「追分羊かん」、ロリエ常盤家（現在はロリエたこまん）の「長崎かすてら」の商標や看板を書いていた。